# It Ain't Easy (On Your Own)
It Ain't Easy (On Your Own), conosciuto anche come It Ain't Easy, è un singolo del cantante statunitense Ricky Fanté, pubblicato nel 2004 come estratto dal secondo album in studio Rewind.
Il singolo è incluso anche nell'EP del 2003 Introducing... Ricky Fanté.

## Successo commerciale
Il singolo ha ottenuto successo a livello mondiale.